# Eygalières
Eygalières település Franciaországban, Bouches-du-Rhône megyében. Lakosainak száma 1740 fő (2022. január 1.). Eygalières Aureille, Eyguières, Mollégès, Orgon, Plan-d'Orgon, Saint-Rémy-de-Provence és Mouriès községekkel határos.

## Népesség
A település népességének változása:
| Lakosok száma | 1233 | 1427 | 1594 | 1955 | 1769 | 1830 | 1839 | 1740 | 1730 | 1740 |
|               | 1968 | 1982 | 1990 | 2006 | 2013 | 2015 | 2017 | 2019 | 2020 | 2022 |